# Куол, Аколь Миен
Аколь Миен Куол (англ. Akol Miyen Kuol, 1974, Туркурук, Судан) — англоязычный южносуданский поэт, журналист, общественный деятель.

## Биография

### Ранние годы
Аколь Миен Куол родился в 1974 году в деревне Туркурук в суданском районе Абьей, известном нефтяными месторождениями.
В 1978 году вместе с семьёй перебрался на север страны из-за политической нестабильности в Абьее.

### Журналистская и общественная деятельность
В январе 1993 года покинул Судан и жил в Египте, поскольку не хотел присоединяться к суданской армии, воевавшей против повстанцев. Через два года перебрался в Танзанию, а оттуда — в Кению. Жил в изгнании, пока Судан не разделился на северную и южную части в 2011 году. В 1997 году он был генеральным секретарём общины абьей в Египте. В 2000—2001 годах работал в рамках акции ЮНИСЕФ «Мост жизни для Судана», которая была посвящена развитию жизненных навыков, просвещения, теме ВИЧ. Выступал за мирное урегулирование конфликтов в Судане, в том числе путём создания конфедерации.
В 2001—2005 годах был постоянным автором «Би-би-си» по проблемам Судана, Африки и мира. В 2004—2007 годах был обозревателем газеты «Зеркало Судана».

### Литературная деятельность
Первыми книгами Куола стали сборники стихов «Солнце встанет» (The Sun Will be Rising), выпущенный в 2001 году, и «Последний поезд» (The Last Train), напечатанный в 2003 году. Его стихи не раз звучали в эфире всемирной службы «Би-би-си» и Суданской радиослужбы.
Кроме того, опубликовал аналитические книги «Пример способности Южного Судана к самоуправлению» (A Case for the Capacity of South Sudanese to Rule Themselves, 2009) и «Судан: понимание нефтеносного региона Абьей» (Sudan: Understanding the Oil-Rich Region of Abyei, 2011).

## Семья
Жена — Кристина Ньянакол Гордон Риак. У них есть трое детей — Миджак, Ньенавут и Куол.